# Aidhausen
Aidhausen – miejscowość i gmina w Niemczech, w kraju związkowym Bawaria, w rejencji Dolna Frankonia, w regionie Main-Rhön, w powiecie Haßberge, wchodzi w skład wspólnoty administracyjnej Hofheim in Unterfranken. Leży w Haßberge, około 15 km na północny zachód od Haßfurtu.

## Dzielnice
W skład gminy wchodzą następujące dzielnice: Aidhausen, Friesenhausen, Happertshausen, Kerbfeld i Nassach.

## Polityka
Wójtem od 2002 jest Dieter Möhring, jego poprzednikiem był Hildegard Bayer. Rada gminy składa się z 12 członków:
|      | CSU | Wolni wyborcy | Lista Młodych | Razem     |
| 2008 | 3   | 7             | 2             | 12 miejsc |

## Oświata
(na 1999)

W gminie znajduje się 125 miejsc przedszkolnych (z 95 dziećmi).